# 荻原次晴のニッポン応援団
『荻原次晴のニッポン応援団 VIVA JAPON!』（おぎわらつぎはるのニッポンおうえんだん ビバ・ジャポン）は、日本の一部のAM放送局で放送されているラジオ番組。かしわプロダクション制作。

## 概要
スポーツキャスターの荻原次晴がスポーツにまつわる情報や、特にはスポーツ選手をゲストに呼んで軽快なトークを繰り広げる。また荻原が主宰する「次晴登山部」の名鉄観光サービスによる登山パックツアーのPRも行われる。
ゲストコーナーの週は概ね2週間をひとくくりとすることが多い。
番組開始当初は大野由佳がアシスタントをしていたが、彼女の降板後は番組名に「VIVA JAPON!」が追加された。

## ネット局
2025年7月1日現在
- RFCラジオ（月 - 金）9:10 - 9:15（「レディ・オン」内）[1]
- CRTラジオ（月 - 金）9:45 - 10:00（「ビタミンとちぎ」内）
- RNCラジオ（月 - 金）10:15 - 10:25（「さわやかラジオ　ラ·フレッシュ」内）
- IBCラジオ（月 - 金）11:50 - 12:00
- OBSラジオ（月 - 金）17:15 - 17:21
- KRYラジオ（月 - 木）14:50 - 15:00[2][3]
- SBCラジオ（月 - 木）17:15 - 17:25[2]
- YBCラジオ（火）21:00 - 21:15
- MRTラジオ（水）18:15 - 18:45
- RKCラジオ（水）18:20 - 18:30
- JRTラジオ（木）23:00 - 23:30
- ABSラジオ（金）11:35 - 11:45
- BSSラジオ（土）8:35 - 8:55
- RABラジオ（土）18:05 - 18:15（2022年10月から、放送枠が月曜から金曜の17:25 - 17:30から移動）
- ABCラジオ（土）21:05 - 21:30（2021年9月27日から放送枠を毎週月曜の20:00 - 20:30に移動[4]）
- MROラジオ（日）7:00 - 7:15
- RSKラジオ（日）12:30 - 13:00
- TBCラジオ（日）12:30 - 12:55

過去
- STVラジオ
- NBCラジオ
- YBSラジオ
- HBCラジオ（月）15:35 - 15:45（「カーナビラジオ午後一番!」内、2025年3月31日 - 6月23日[5]）